# Martha Norelius
Martha Norelius (n. 22 ianuarie 1909, Stockholm, Suedia – d. 25 septembrie 1955, Saint Louis, Missouri, SUA) a fost o înotătoare americană, medaliată olimpică. A participat la 2 ediții ale Jocurilor Olimpice (1924, 1928) în care a câștigat 5 medalii de aur.